# غريب الدار (مسلسل مصري)
غريب الدار هو مسلسل دراما مصري إنتاج عام 2007، المسلسل من إخراج يوسف شرف الدين وبطولة طارق لطفي، روجينا، أحمد عبد العزيز، يوسف شعبان، محمد الشقنقيري وزيزي البدراوي.

## نبذة
تدور احداثه حول غريب الذي يقضي عقوبة السجن 10 سنوات بعد تورطه في جريمة مخدرات ويكتشف ان أحد رجال الأعمال هو سبب دخوله السجن، ويضطر شقيقه الأصغر إلى ترك دراسته الجامعية للعمل من أجل رعاية أبويهِ يرصد العمل التغيرات التي شهدتها مدينة بورسعيد بعد حرب أكتوبر والانفتاح الاقتصادي وما تبعه من تغير اجتماعيِ.